# Стадион для мезоамериканской игры в мяч

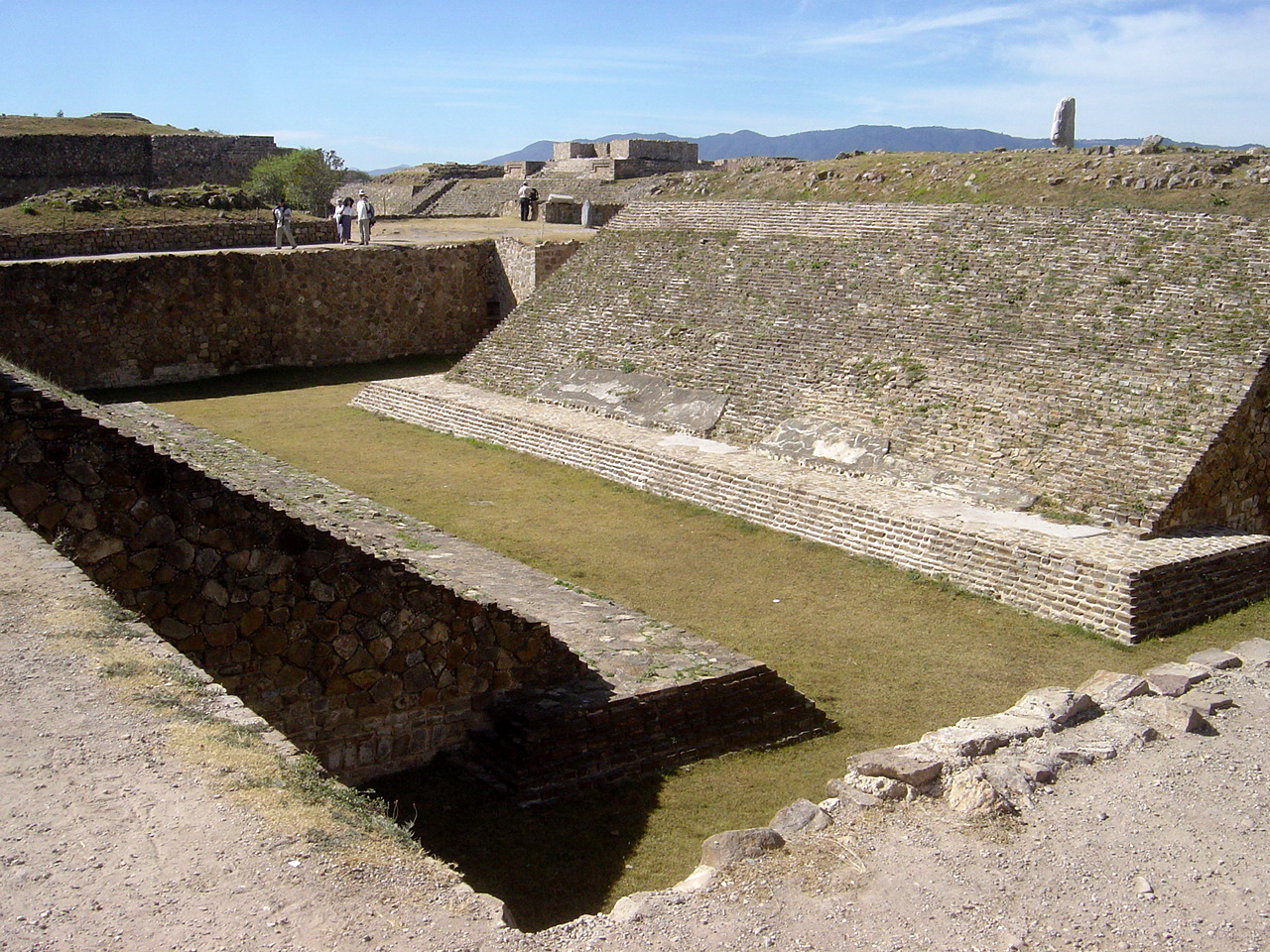
Стадион для игры в мяч, Монте-Альбан.

Стадион для мезоамериканской игры в мяч — тип каменного сооружения, где на протяжении 2700 лет индейцы играли в мяч. На территории Мезоамерики было обнаружено более 1300 стадионов, причём 60% из них — за последние 20 лет[когда?].
Кроме игр, на стадионах проходили другие культурные и ритуальные мероприятия, музыкальные представления и фестивали. Вотивные предметы, закопанные на главном стадионе Теночтитлана, включают миниатюрные свистульки, окарины и тепонацтли. На доколумбовских керамических изделиях из западной Мексики изображён матч по борьбе, проходящий на стадионе для игры в мяч.

## Расположение

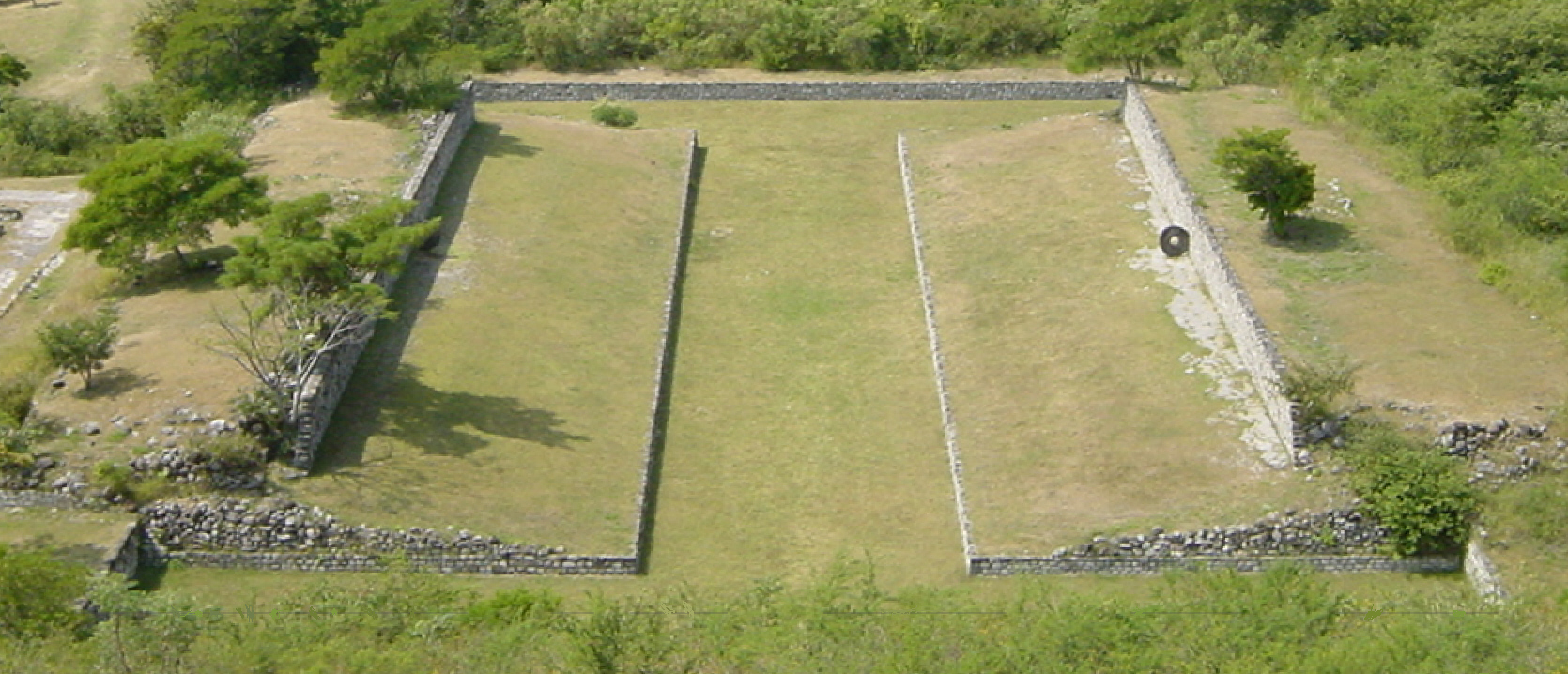
Стадион в Шочикалько. Имеет форму буквы, по бокам на стенах расположены кольца.

Доколумбовские стадионы для игры в мяч были найдены на территории всей Мезоамерики от Никарагуа на юге до штата Аризона на севере. Хоть стадионы для игры в мяч найдены в большей части древних поселений, их распределение по времени создания и местоположению довольно неравномерно. Например, в городе Эль-Тахин, который был центром классической культуры веракрус, насчитывается как минимум 18 стадионов, в то время как на севере Чьяпаса и на севере низин майя их совсем немного. Площадки для игры в мяч совсем отсутствуют в некоторых крупных поселениях, таких как Теотиуакан, Бонампак и Тортугуэро, хотя связанная с игрой иконография была найдена и в них.
Предположительно количество стадионов являлось признаком децентрализации политического и экономического могущества — в сильно централизованных государствах, таких как империя ацтеков, было найдено относительно немного стадионов, в то время как в районах слабых государств с разнообразными культурами, таких как Кантона, их было гораздо больше.
Древние города, стадионы которых сохранились в особенно хорошем состоянии: Тикаль, Йашха, Копан, Ишимче, Монте-Альбан, Ушмаль, Мишко-Вьехо и Сакулеу.

## Размер и форма
Размер стадионов сильно различается, однако их форма одинакова — длинное узкое пространство между горизонтальными и наклонными стенами (изредка вертикальными). Стены были оштукатурены и ярко раскрашены. Ранние версии стадионов были открыты по краям, позже с двух сторон были добавлены замкнутые пространства, из-за чего при виде сверху стадион был похож на букву . Отношение длины к ширине в среднем составляет 4 к 1. Размеры стадиона в Тикале (всего 16 на 5 м, самый мелкий из найденных) в шесть раз меньше Великого стадиона (англ. Grand Ballcourt) в Чичен-Ицe.
В приведённой ниже таблице даны размеры игрового пространства известных стадионов.
| Поселение                   | Культура              | Длина, м | Ширина, м | Отношение длины к ширине |
| --------------------------- | --------------------- | -------- | --------- | ------------------------ |
| Шочикалько                  | Шочикалько            | 51       | 9         | 5,7                      |
| Монте-Альбан                | Сапотеки              | 26       | 5         | 5,2                      |
| Эль-Тахин                   | Классический Веракрус | 126      | 25        | 5,1                      |
| Чичен-Ица (Великий стадион) | Майя                  | 96       | 30,4      | 3,2                      |
| Тикаль                      | Майя                  | 16       | 5         | 3,2                      |
| Йашчилан II                 | Майя                  | 18       | 5         | 3,6                      |
| Тула (Мексика)              | Тольтеки              | 41       | 10        | 4,1                      |

### Стены и поверхности

Сравнение поперечных сечений некоторых из наиболее типичных стадионов для игры в мяч.

В отличие от утоптанной земляной поверхности игрового пространства стены бывших стадионов были сделаны из каменных блоков. Стены состояли из трёх или более горизонтальных и наклонных участков. Вертикальные поверхности встречаются реже (они начали заменять скаты лишь в классическую эру), но присутствуют на крупнейших и наиболее известных стадионах, в том числе на Великом стадионе в Чичен-Ице и на северном и южном стадионах в Эль-Тахине. Такие вертикальные поверхности покрывались рельефными изображениями, особенно со сценами связанных с игрой жертвоприношений.

### Ориентация
Наиболее крупные стадионы располагались в центральных районах города и совместно с пирамидами и другими монументальными сооружениями были ориентированы согласно правилу. Ось большинства мезоамериканских городов была направлена с юга на север с небольшим отклонением к востоку, поэтому стадионы располагались либо параллельно, либо перпендикулярно этой оси.

## Кольца, разделители и другие особенности

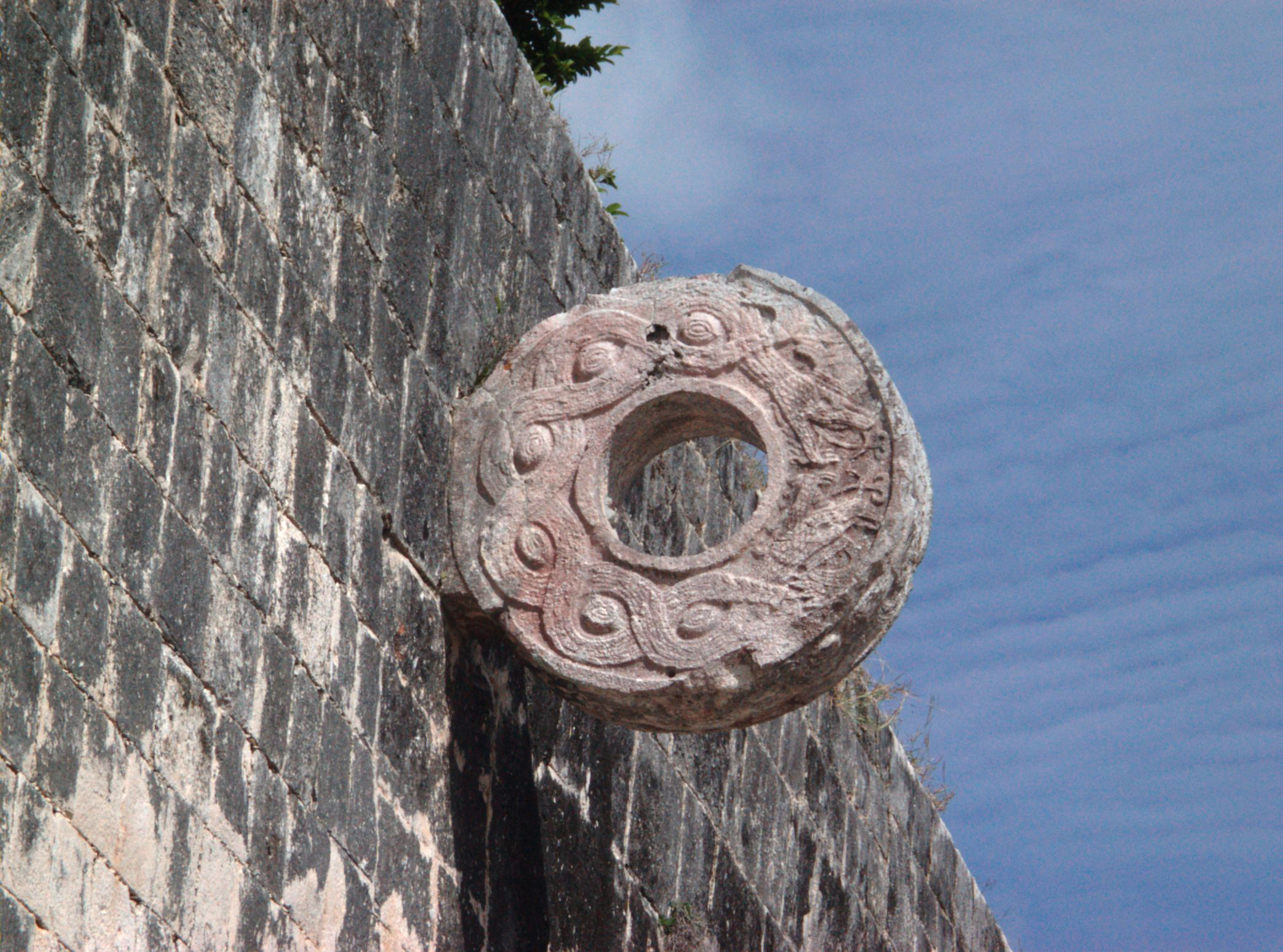
Кольцо на стене стадиона, Чичен-Ица.

Каменные кольца, расположенные на стенах в центре игровой зоны появились в конце классической эры. Поскольку игрокам было запрещено пользоваться руками и ногами для удара по мячу, попадание в кольцо было, вероятно, редким событием. Внутренний диаметр кольца ненамного превышал размер мяча, да и расположены кольца были довольно высоко — в Чичен-Ице, к примеру, кольца находятся на высоте шести метров, в Шочикалько — в верхней части 11-метровой наклонной стены, на высоте трёх метров над игровой площадкой.
Как показано в ацтекских кодексах, при игре также использовались маркирующие поле элементы, делившие игровую зону между командами. Одна линия проходила по центру площадки, ещё две располагались возле стен или по середине половинок поля, как, например в Копане. На стадионе в Монте-Альбане имеется только один маркер, расположенный прямо по центру игрового поля.

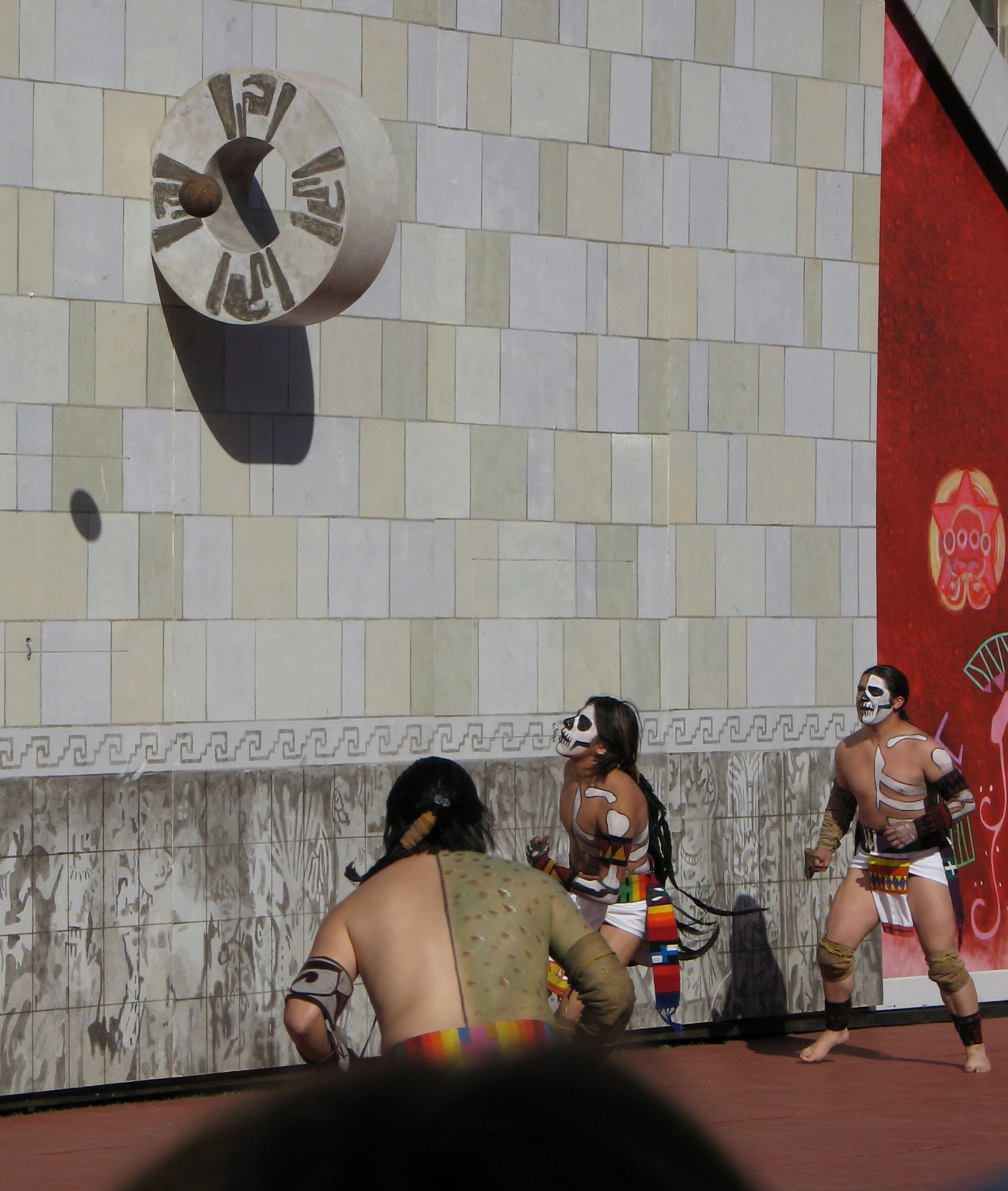
Современная реконструкция игры

На стадионе также находились различные каменные скульптуры и стелы. На стадионе в Тониние, например, над наклонной частью стены расположены 6 изваяний лежащих пленников, ещё по две в середине поля и на каждом конце карниза. Небольшие элементы стадиона, такие как кольца, маркеры и скульптуры легче унести и уничтожить, чем основные его части, поэтому на некоторых стадионах эти элементы были утеряны навсегда.

## Лестницы Майя
На многих изображениях игры, сделанных индейцами майя, на заднем плане присутствуют ступени лестницы. На некоторых лестницах майя также присутствуют изображения, связанные с игрой в мяч, наиболее известные из которых нанесены на Строение 33 в Яшчилане. На этих изображениях показаны игроки, играющие в мяч со стеной — аналог игры ступбол.
Связь лестницы с игрой в мяч до конца не известна. Среди различных теорий есть предположение, что подобные картины создавались как исторические записи для версии игры, которая отличалась от проводимой на стадионе.